# John Napier (Bobfahrer)

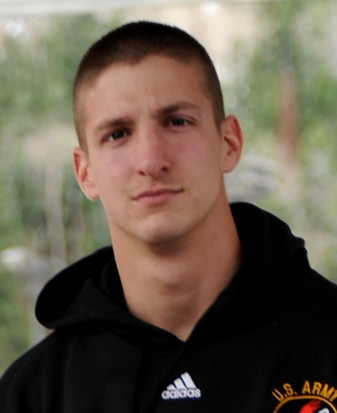
Napier im Dezember 2009

John Napier (* 12. Dezember 1986 in Schenectady) ist ein US-amerikanischer Bobsportler.

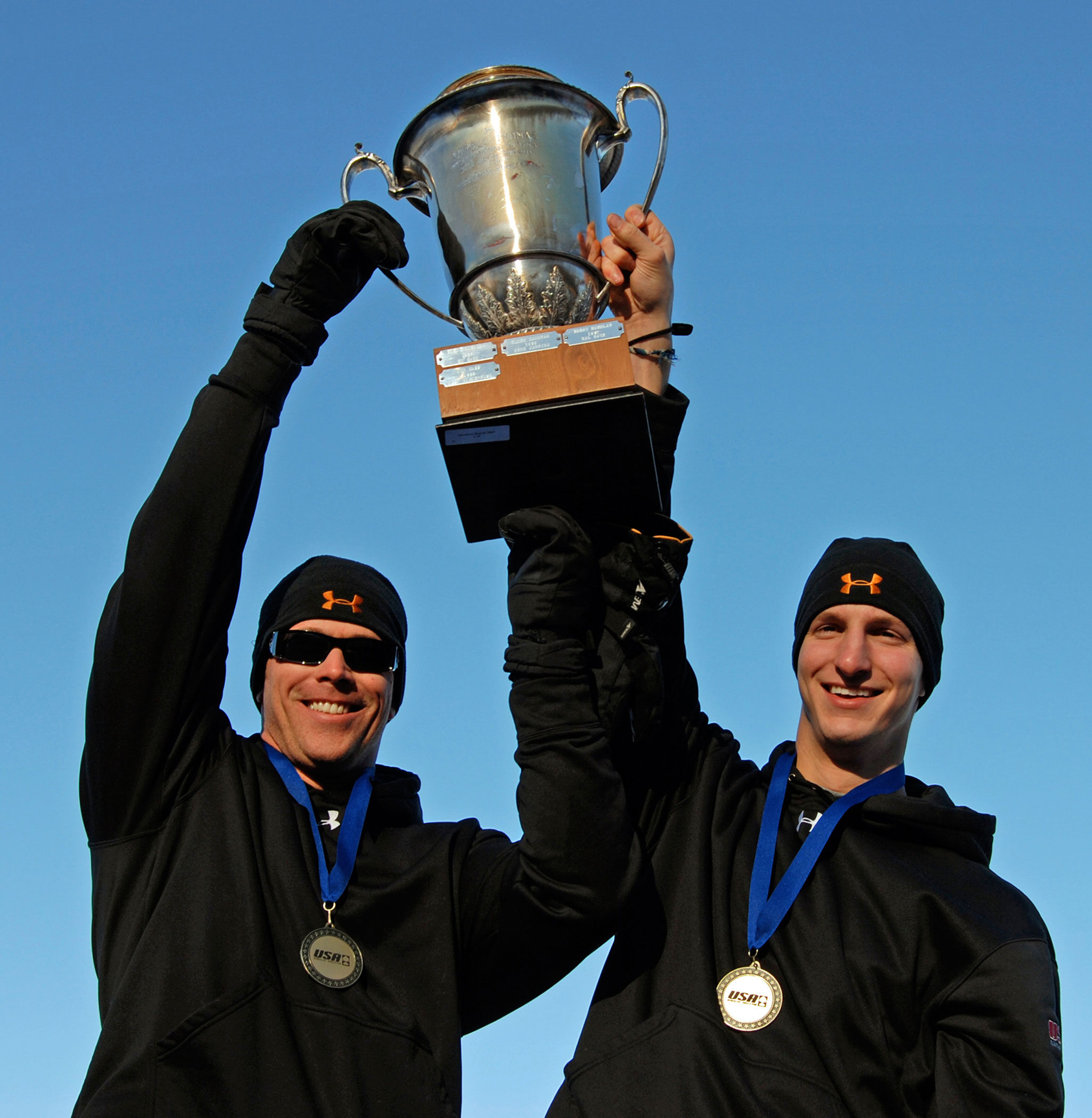
Cory Butner und John Napier nach dem Gewinn des US-Meistertitels im Zweierbob 2009

John Napier lebt in Lake Placid. Er begann  1994 mit dem Sport und gehört seit 2002 dem US-amerikanischen Nationalkader an. Im Februar 2005 debütierte er mit den Anschiebern John Caponio, Brock Kreitzburg und Aron McGuire im Bob-Weltcup und erreichte Platz 15. 2006 wurde Napier zeitweise im Bob-Europacup eingesetzt, etablierte sich jedoch seit Ende 2007 dauerhaft im Weltcup. Im Dezember 2007 erreichte Napier mit seiner Crew, bestehend aus Jamie Moriarty, T. J. Burns und Steven Langton, in Park City als Achtplatzierter eine erste Top-Ten-Platzierung. Die Bob-Weltmeisterschaften 2008 in Altenberg wurden zur ersten internationalen Meisterschaft für Napier, bei der er mit Charles Berkeley im Zweierbob 16. und mit Justin Olsen, Jacob Miller und Berkeley 18. im Viererbob wurde. Kurz darauf erreichte er bei der Junioren-WM in Igls den 12. Platz im großen Bob. Die Saison 2008/09 verbrachte Napier größtenteils im America’s Cup. Dabei gewann er nach drei dritten und einem fünften Platz acht Rennen in Folge. Seit 2009 hatte sich der US-Amerikaner endgültig im Weltcup etabliert. Auf seiner Heimbahn in Park City belegte er im Februar des Jahres mit einem fünften Platz eine neue Bestleistung. Bei den US-Meisterschaften gewann er mit Cory Butner den Titel im Zweierbob. Nicht ganz so erfolgreich verliefen die Bob-Weltmeisterschaften 2009 in Lake Placid, bei denen er mit T. J. Burns 17. im Zweier wurde und mit Jesse Beckom, Moriarty und Nick Cunningham den elften Rang im Viererbob erreichte. Im November gewann Napier mit Berkeley im Zweier sein erstes Rennen im Weltcup. Mehrere Podiumsplatzierungen folgten in den beiden folgenden Saisonen. Die Saison 2009/10 beendete er auf den Rängen acht im Zweierbob und vier in der Gesamtwertung des Viererbobs. Bisheriger Karrierehöhepunkt wurde die Teilnahme an den Olympischen Winterspielen 2010 von Vancouver. Napier kam in beiden Schlitten zum Einsatz. Im Zweier erreichte er mit Steve Langton den zehnten Platz, im Viererbob schied er mit Chris Fogt, Langton und Berkeley nach dem dritten Lauf aus.